# Annica Wennström
Guhn Annica Wennström, född 18 september 1966 i Själevads församling, Västernorrlands län, är en svensk författare med samiska rötter.
Annica Wennström växte upp i Holmsund. Hon debuterade med Flickan i medaljongen 1998 tillsammans med Maria Herngren och Eva Swedenmark. Dessa tre har sedan skrivit tolv ungdomsdeckare under pseudonymen Emma Vall.
Romanen Lappskatteland från 2006, hennes debutbok som fristående författare, är en berättelse om en kvinna som söker sitt samiska ursprung i Rans och Grans samebyar och romanen Svart kvark är en berättelse från 1930-talet i författarens uppväxtort Holmsund utanför Umeå.
Annica Wennström flyttade 1999 permanent till Stockholm. Trots att man inom familjen inte brukade pratar om sina samiska rötter är Annicas samiska identitet viktig för henne. Hon känner sin samiska identitet även i en storstad som Stockholm genom sätt och vis hon ser på naturen.
Annica vill i sitt författarskap fokussera mer på "de själsliga" än det politiska och berättar i Lappsatteland om sin egen familjes historia utan att skriva en självbiografi.

## Verk i urval
- Annika Wennström: Svart kvark (roman), Wahlström & Widstrand, Stockholm 2009, ISBN 978-91-46-21839-5
- Eva Swedenmark och Annika Wennström: Lingon och lust, Semic, Sundbyberg 2009, ISBN 978-91-552-5441-4
- Annika Wennström: Skuggrädsla (barn- och ungdomsbok), Bonnier Carlsen, Stockholm 2008, ISBN 978-91-638-6075-1
- Eva Swedenmark och Annika Wennström: Hallon och hat, Semic, Sundbyberg 2008, ISBN 978-91-552-3692-2 Semic, Sundbyberg 2005
- Eva Swedenmark och Annika Wennström: Vinbär och vemod, Semic, Sundbyberg 2007
- Annika Wennström: Lappskatteland - en familjesaga (roman), Wahlström & Widstrand, Stockholm 2006
- Eva Swedenmark och Annika Wennström: Smultron och svek, Semic, Sundbyberg 2005, ISBN 91-552-3275-2
- Emma Vall (Maria Herngren, Eva Swedenmark och Annica Wennström): Farligt vatten (ungdomsdeckare), Alfabeta, Stockholm 2004, ISBN 91-501-0379-2
- Emma Vall (Maria Herngren, Eva Swedenmark och Annica Wennström): Bränd bild (ungdomsdeckare), Alfabeta, Stockholm 2003, ISBN 91-501-0257-5
- Emma Vall (Maria Herngren, Eva Swedenmark och Annica Wennström): Änglavakt, Alfabeta, Stockholm 1999, ISBN 91-7712-937-7
- Maria Herngren, Eva Swedenmark och Annica Wennström: Flickan i medaljongen Alfabeta, Stockholm 1998, ISBN 91-7712-837-0